# 畑地正憲
畑地 正憲（はたち まさのり、1939年 - ）は、日本の東洋史学者、教育者。山口大学名誉教授、萩国際大学・山口福祉文化大学元学長。文学博士（九州大学、2012年)。

## 経歴
1939年、長崎県長崎市出身。1957年に長崎県立長崎東高等学校卒業、1961年に長崎大学学芸学部を卒業後、長崎県公立学校の教諭となる。後に九州大学大学院へ進み、1970年同文学研究科史学・東洋史専攻修了、1972年同東洋史学専攻博士課程中途退学。1981年に山口大学人文学部教授となり、同大学共通教育センター長などを歴任し、2002年に定年退官。1999年から萩国際大学国際学科教授となり、2003年副学長を経て、2004年に学長就任。大学改革推進委員会委員長を務め、新規コースの設置や定員削減などを通じて、経営難や不祥事が相次いだ同大学の経営改善と信頼回復に努めた。しかし大きな効果は得られず、2005年に同大学を運営する学校法人萩学園が民事再生法の適用を申請、2007年4月に萩国際大学は山口福祉文化大学へと改称され、2008年3月まで同大学学長を引き続き務めた。

## 著書
- 『宋代軍政史研究』北九州中国書店、2012年。ISBN 978-4990388638

## 論文
- 「五代地方行政における軍について」『東方学』43、1972年。
- 「五代・北宋における府州折氏について」『史淵』110、九州大学大学院人文科学研究院、1973年。
- 「北宋・遼間の貿易と歳贈について」『史淵』111、九州大学大学院人文科学研究院、1974年。
- 「宋代の所謂「同下州」軍の役割について」『山口大学文学会志』26、山口大学文学会、1975年。
- 「北宋時代における承攬制について」『山口大学文学会志』28、山口大学文学会、1977年。
- 「湖南省における水利灌漑について―韶山灌区の自然改造をめぐって」『東亜経済研究』46、東亜経済研究編集委員会、1979年。
- 「宋代における攬納制の展開について」『東亜経済研究』47、東亜経済研究編集委員会、1980年。
- 「清朝と李氏朝鮮との朝貢貿易について―特に鄭商の盛衰をめぐって」『東洋学報』62、東洋文庫、1981年。
- 「北宋における修河物資「梢草」の調達について」『山口大学文学会志』35、山口大学文学会、1985年。
- 「清代の輸送業者「攬頭」について―李朝朝貢団の貨物輸送をめぐって」『山口大学文学会志』38、山口大学文学会、1987年。
- 「宋代における麟府路について」『東洋史研究』51（3）、東洋史研究会、1992年。
- 「清代の人参採取における攬頭について」『山口大学文学会志』49、山口大学文学会、1999年。
- 「唐末・五代における馬草の調達について」『山口大学文学会志』52、山口大学文学会、2002年。
- 「宋代における西北辺防と土着酋豪勢力について」『萩国際大学論集』7、萩国際大学論集委員会、2006年。
- 「北宋時代における陝西四路の防衛戦略について」『山口大学文学会志』59、山口大学文学会、2009年。